# Іліас Хатципавліс
Іліас Хатципавліс (24 травня 1949) — грецький яхтсмен.
Срібний призер Олімпійських Ігор 1972 року в класі Фінн. Учасник Олімпійських ігор 1980, 1984 та 1988 років.